# Flore Berlingen
Flore Berlingen est une militante écologique et dirigeante associative française, spécialiste de la question des déchets et des ressources.

## Biographie
Flore Berlingen est diplômée de Sciences Po Paris en 2008. Elle se forme sur la gestion des déchets au Cniid (Centre national d’information indépendante sur les déchets). Ce centre d'information a un rôle de lanceur d'alerte sur les dangers de l'incinération et propose de réduire la production de déchets.
En janvier 2012, elle fonde avec Antonin Léonard OuiShare, une association dédiée à la promotion d’une société collaborative. Fin 2O13, elle devient directrice du Cniid. En 2014, le Cniid (Centre national d’information indépendante sur les déchets), devient Zero Waste France.
Depuis 2023, elle est chargée du plaidoyer pour l’association En Mode Climat, qui lutte contre la fast-fashion et la surproduction dans le secteur textile.
En 2020, elle publie un essai sur l'industrie du recyclage.
En 2022, elle publie Permis de nuire : sous le règne des pollueurs-payeurs. Elle explique dans cet essai que le principe pollueur-payeur (celui qui pollue, paie) est devenu au fil du temps une autorisation de polluer.
En 2025, elle reprend son essai paru en 2021, sur le recyclage. Elle fait le constat que malgré le recyclage mis en place depuis plus de 50 ans, la consommation des ressources sur la planète continue d'augmenter. Elle propose de modifier le système de recyclage afin de réduire la consommation de nouvelles ressources.

## Publications
- Le scénario zéro waste : zéro déchet, zéro gaspillage, Paris, Rue de l'échiquier, 2014, 127 p. (ISBN 978-2-917770-67-2)
- Recyclage, le grand enfumage : comment l'économie circulaire est devenu l'alibi du jetable, Paris, Rue de l'échiquier, 2021, 121 p. (ISBN 978-2-37425-317-6)
- Permis de nuire : sous le règne des pollueurs-payeurs, Paris, Rue de l'échiquier, 2022, 89 p. (ISBN 978-2-37425-363-3)
- Du bon usage de nos ressources. Pourquoi le recyclage doit changer de modèle, Paris, Rue de l'Echiquier, 2025, 144 p. (ISBN 978-2-37425-493-7)